# Parcul din satul Rediul Mare
Parcul din satul Rediul Mare, raionul Dondușeni, este amplasat în partea de sud-vest a satului sus-numit, la 10 km sud-vest de orașul Dondușeni. Are o suprafață de 10 ha. Este o arie protejată din Republica Moldova, reprezentând un monument de arhitectură peisagistică. A fost luat sub protecție în 1975. În 1998, se afla în administrarea Spitalului Ftiziatric al Direcției Căii Ferate din Moldova.

## Istoric

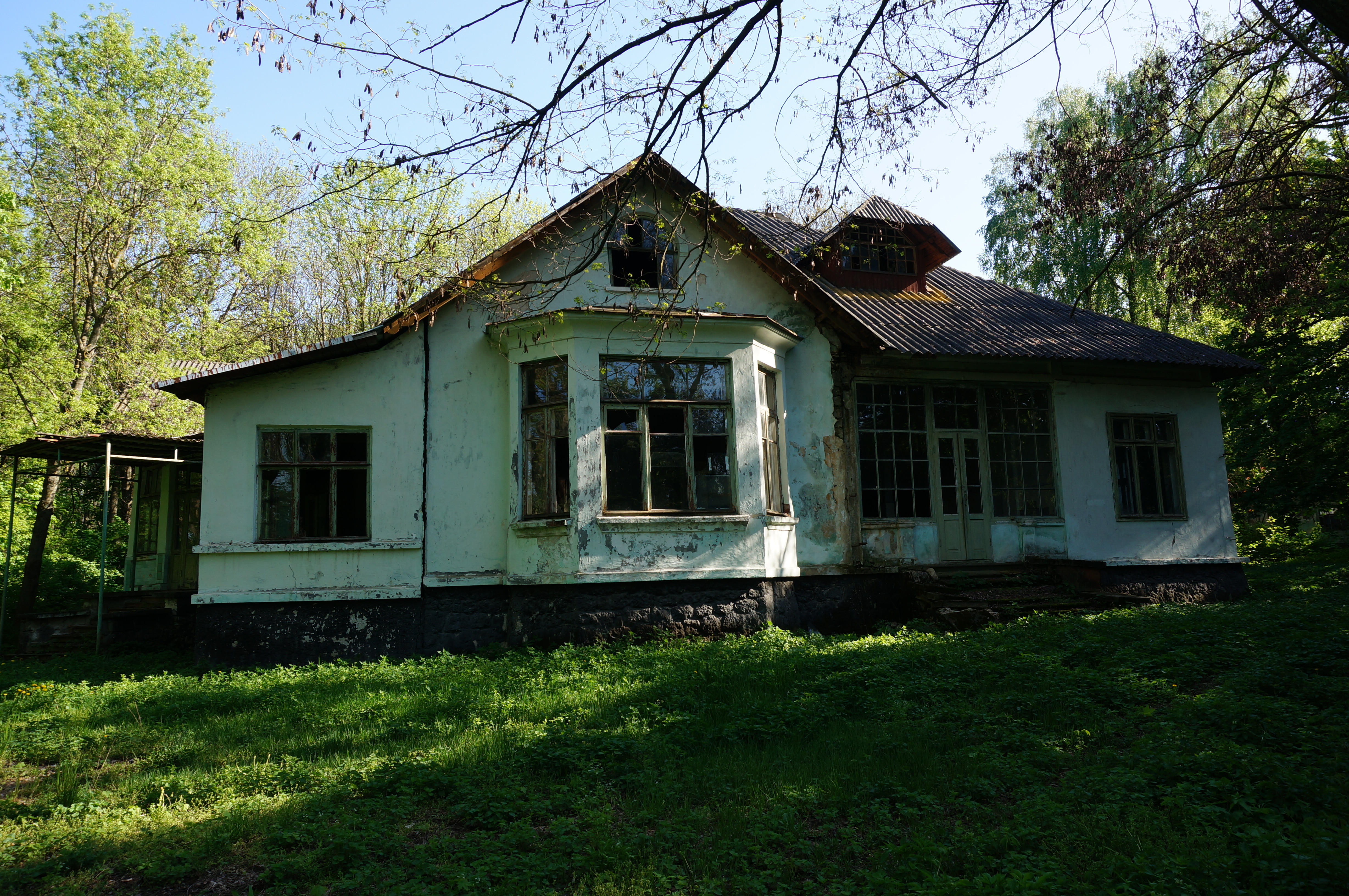
Conacul lui Victor Dombrovski din parc

Denumirea satului provine de la cuvântul turcesc „rediu”, care se traducea ca „pădure mare”, de unde presupunerea că pe aceste locuri creșteau păduri mari în vremea protectoratului Imperiului Otoman. Satul este înființat în 1773, iar către începutul secolului al XX-lea, proprietar al moșiei satului devine generalul de armată Victor Dumbrovschi, cu origini la Botoșani. La marginea de vest a moșiei, Dumbrovschi decide să construiască un parc dendrologic. Construcția propriu-zisă s-a desfășurat în anii 1912-1914; tot atunci a fost zidit conacul. Planul parcului a fost elaborat de horticultorul-decorator odesit Ipolit V. Vladislavski-Padalca, omul din spatele mai multor monumente de arhitectură peisagistică din Moldova precum parcul Țaul, parcul din satul Pavlovca etc.

## Descriere

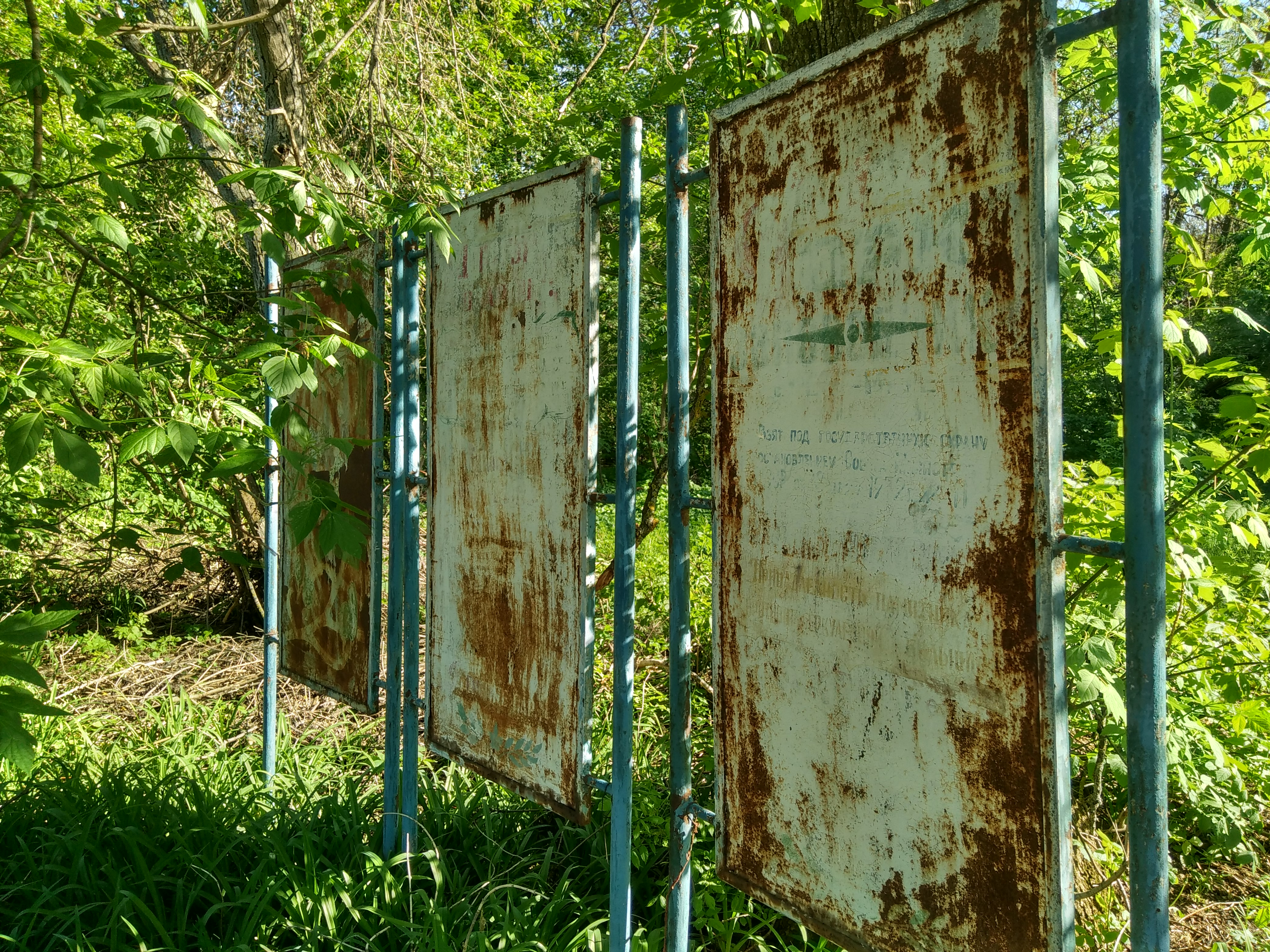
Panou informativ la intrare, învechit și indescifrabil

Parcul este amplasat pe un teren dreptunghiular, situat pe o pantă ușor înclinată spre nord-est.
Intrarea principală este amplasată în partea de nord-est, unde de-a lungul drumului se află un zid de piatră, actualmente parțial ruinat. Pe la intrare pornește o alee de 10-15 m, care se ramifică în două alei: cea din stânga duce spre conac, iar cealaltă spre curtea din partea de vest a parcului, unde mai sunt situate blocul de locuit, spălătoria, hambarele, grajdurile și alte anexe gospodărești. Conacul este amplasat la aprox. 40-50 m est de blocul de locuit.

### Structura compozițională

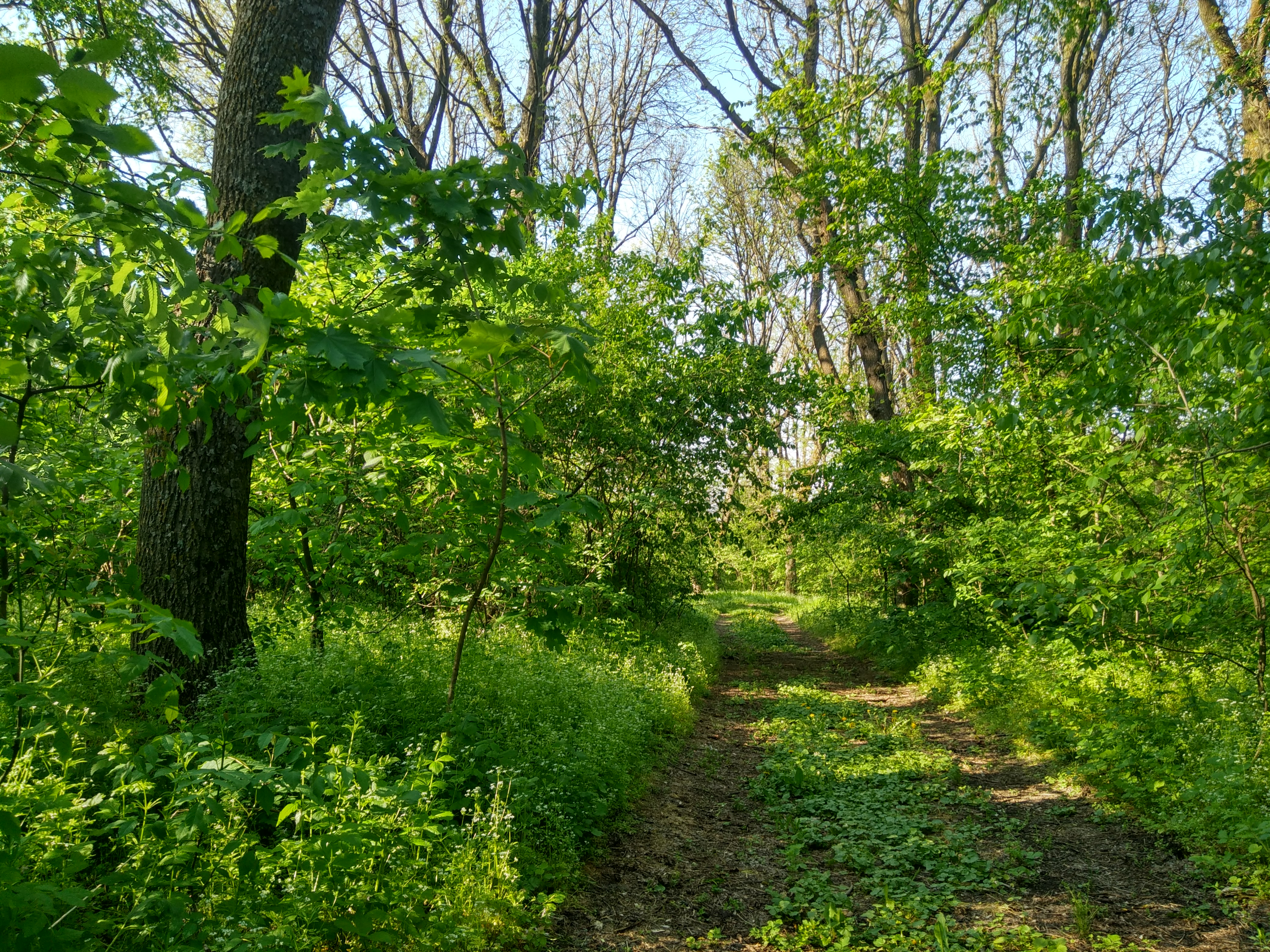
O alee

Plantațiile de arbori, predominant frasin obișnuit sunt amenajate la marginile parcului, lăsând loc pentru câteva poieni de formă ovală în partea centrală, care sunt înconjurate de arbori decorativi (soforă japoneză, paltin de câmp, castan porcesc, tei de Caucaz, salcie albă, salcie plângătoare, cireș amar, frasin plângător, glădiță, salcâm alb etc.). Din cele câteva poieni, doar una își mai păstrează aspectul deschis, celelalte fiind devorate de specii autohtone invazive precum urzica și specii de arbuști.
O alee circulară desparte plantațiile de la margini de cele din centru. Aceasta începe de la intrarea în parc, îl înconjoară prin partea de est și se termină în curtea din partea de vest. Câteva alei radiale leagă aleea circulară de centrul parcului. Prima alee circulară începe de la dreapta conacului și este populată de mesteacăn, castan porcesc, velniș, tei de Caucaz etc. Alte două alei radiale duc spre poieni. A patra alee duce spre florărie și livadă, ambele dispărute și acoperite de pădure. Sistemul de alei radiale permite vizitatorilor să contempleze consecutiv sectoarele parcului.

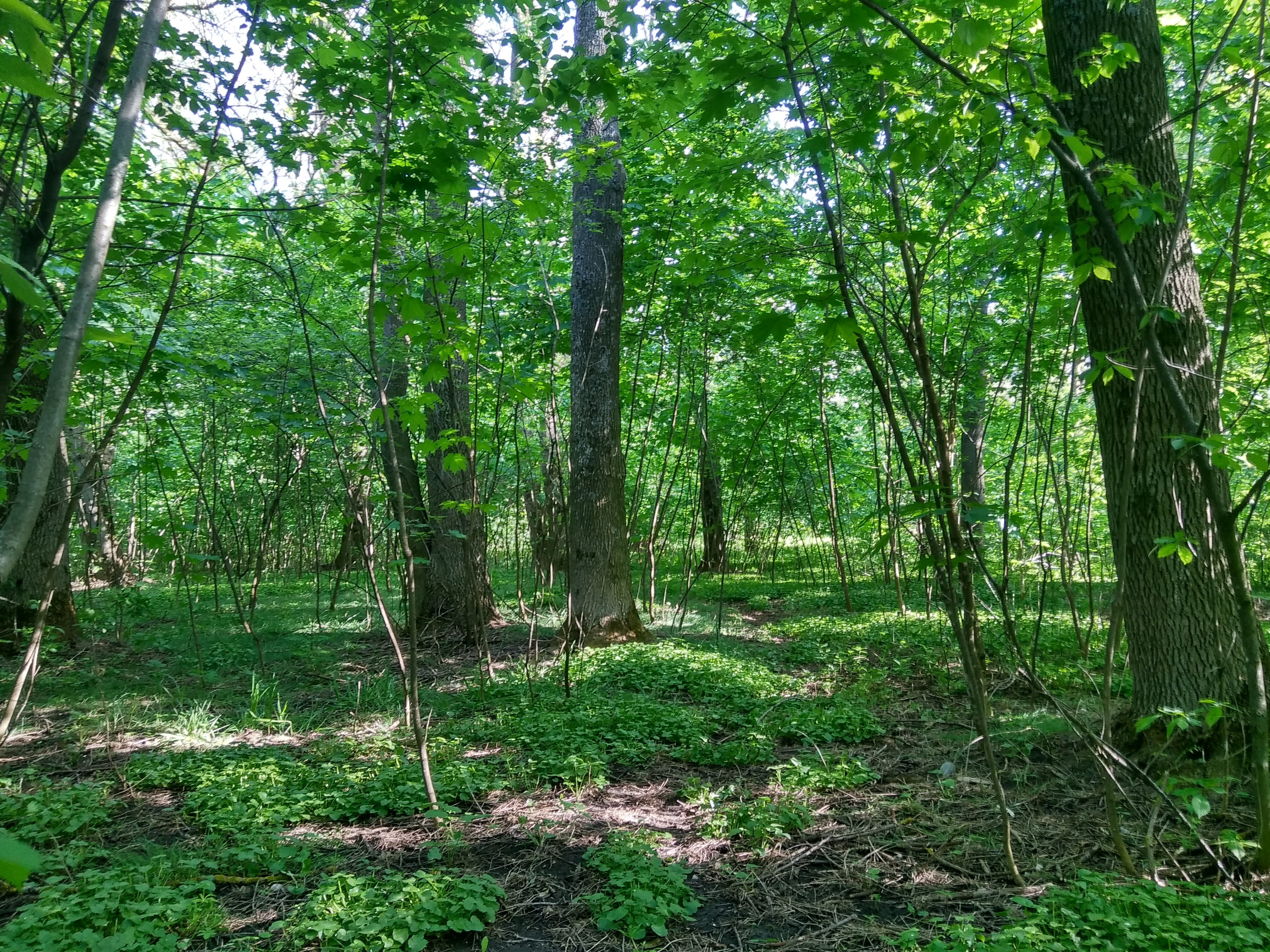
Parcul și-a pierdut valoarea ornamentală, cedând speciilor invazive autohtone

Arhitecta V. Dormidontova remarca, în anii 1980, că dinspre conac se deschideau perspective atât îndepărtate, cât și apropiate. Cele îndepărtate erau legate de poienile spațioase care, înconjurate de arbori decorativi, ofereau o priveliște până la capătul poienii. Prima poiană era complet deschisă, iar la capătul acesteia se ridica un paltin argintiu gigant, cu coroana mai deschisă la culoare decât copacii din jur. O perspectivă mai puțin îndepărtată se deschidea către a doua poiană, priveliștea către care era parțial blocată de o insulă de molizi și pini situată în mijloc. A treia poiană, din dreapta conacului, era mărginită de arbuști, pe fundalul cărora se profilau grupuri de castan, tei de Caucaz și pin negru. Toate aceste perspective au dispărut odată cu deteriorarea vegetației.
Din punct de vedere peisagistic, parcul reflectă arhitectura europeană de la mijlocul sec. al XIX-lea și începutul sec. al XX-lea, cu deosebirea că compoziția arhitectonică este bazată pe vegetație, nu pe sculptură. Cercetătorii de la Academia de Științe a Moldovei au declarat că parcul este unul din cele mai reușite landșafturi pe teritorii mici.

### Dendroflora
Plantațiile parcului numără circa 28-30 de specii de arbori și arbuști, dintre care 18-20 sunt de proveniență străină.
Speciile exotice includ biota orientală, molidul obișnuit, molidul înțepător și forma lui argintie, pinul silvestru.
Plantele arborestcente foioase includ specii de castan porcesc, dud alb, glădiță, Forsythia, mesteacăn alb, sâmbovină americană, plop alb, salcâm alb cu forma sa microphila, soforă japoneză cu forma sa plângătoare, sorb, spirea, tei de Caucaz, tei european, Xanthoceras, nuc comun etc.
Speciile autohtone sunt reprezentate prin exemplare de frasin obișnuit, iasomie, liliac, măcieș, salcie albă, salcie plângătoare, scoruș, sânger, stejar pedunculat, tei cu frunza mică, velniș, carpen etc.
Din dendroflora parcului, au dispărut molidul înțepător și formele lui albăstrii din preajma conacului, pinul negru și molizii înțepători de la intrare, molizii din preajma conacului, printre care se deschidea perspectiva îndepărtată. O parte din aceștia s-au uscat, alții sunt pe cale de a se usca. Au mai dispărut arțarii argintii și stejarul roșu.
Lista speciilor de plante lemnoase ale parcului din Rediul Mare este prezentată în tabel.
| Nomenclatura binară                      | Denumirea populară              | Proveniență geografică    |
| ---------------------------------------- | ------------------------------- | ------------------------- |
| Conifere                                 |                                 |                           |
| Biota orientalis Endl.                   | Arborele vieții                 | China de nord-vest        |
| Picea excelsa Link.                      | Molid obișnuit, comun           | Europa                    |
| Picea pungens f. argentea Beiss.         | Molid înțepător f. argintie     | America de Nord           |
| Picea pungens f. glauca Rgl.             | Molid înțepător f. glauca       | America de Nord           |
| Pinus nigra Arn.                         | Pin negru                       | Europa de sud și mijlocie |
| Pinus silvestri L.                       | Pin obișnuit                    | Europa                    |
| Thuja occidentalis L.                    | Tuia occidentală                | America de Nord           |
| Angiosperme                              |                                 |                           |
| Acer platanoides L.                      | Paltin de câmp                  | Europa de sud și mijlocie |
| Acer platanoides f. purpureum Leud.      | Paltin de câmp f. purpurie      | Europa de sud             |
| Acer saccharinum L.                      | Arțar argintiu                  | America de Nord           |
| Acer negundo L.                          | Arțar american                  | America de Nord           |
| Aesculus hippocastanum L.                | Castan porcesc                  | Peninsula Balcani         |
| Betula verrucosa Ehrh.                   | Mesteacăn                       | Europa de vest și de sud  |
| Carpinus betulus L.                      | Carpen                          | Europa de sud, Moldova    |
| Cerasus avium Moench.                    | Cireș                           | Europa de sud și mijlocie |
| Exochorda alberti Regl.                  | Exohordă                        | China                     |
| Forsythia suspena Vahl.                  | Forziția suspendă               | China                     |
| Fraxinus excelsior L.                    | Frasin obișnuit                 | Europa, Asia Mică, Caucaz |
| Fraxinus excelsior f. monophylla Desf.   | Frasin f. monophylla            |                           |
| Fraxinus excelsior f. pendula            | Frasin f. pendula               | America de Nord           |
| Philadelphus pubescens Lois.             | Lămâița                         | Europa de sud-vest        |
| Populus alba L.                          | Plop alb                        | Europa, Asia              |
| Quercus borealis Mich.                   | Stejar roșu                     | America de Nord           |
| Quercus robur L.                         | Stejar pedunculat               | Europa de vest, Asia Mică |
| Quercus robur f. fastegiata (Lam.) A. DC | Stejar pedunculat f. fastegiata | Europa                    |
| Robinia pseudoacacia L.                  | Salcâm alb                      | America de Nord           |
| Robinia pseudoacacia f. microphila Rehd. | Salcâm alb f. microphila        | America de Nord           |
| Rosa canina L.                           | Măcieș                          | Europa, Asia              |
| Salix alba f. pendula Rehd.              |                                 | China, Japonia            |
| Sophora japonica L.                      | Sofora japoneză                 | China, Japonia            |
| Xanthoceras sorbifolia Bunge.            | Xantoceras                      | China de nord, Coreea     |
| Tilia cordata L.                         | Tei roșu                        | Europa de vest, Moldova   |
| Tilia caucasica Rupr.                    | Tei de Caucaz                   | Caucaz, Asia              |
| Ulmus foliaceae Gilib.                   | Ulm de câmp                     | Crimeea                   |
| Sorbus latifollia (Lam.) Pers.           | Sorb latifoliu                  | Europa, Asia Mică         |
| Spirea vanhouttei (Briot.) Zbl.          | Spireia Vanoutta                | (hibrid)                  |

## Patrimoniu
Deși este o arie protejată de stat, parcul nu este îngrijit. Mai mult, locuitorii satului își pasc vitele aici, aruncă deșeuri menajere, fac grătare cu risc de a provoca incendii etc. Lipsește inscripția care ar informa vizitatorii despre statutul ecologic al acestui parc.